# Lyctus brunneus
Lyctus brunneus är en skalbaggsart som först beskrevs av Stephens 1830.  Lyctus brunneus ingår i släktet Lyctus och familjen kapuschongbaggar. Arten är tillfälligt reproducerande i Sverige. Inga underarter finns listade i Catalogue of Life.

## Bildgalleri

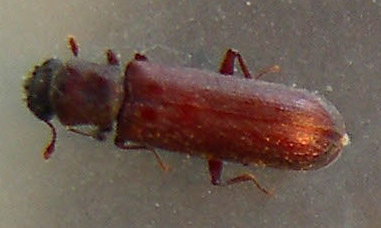
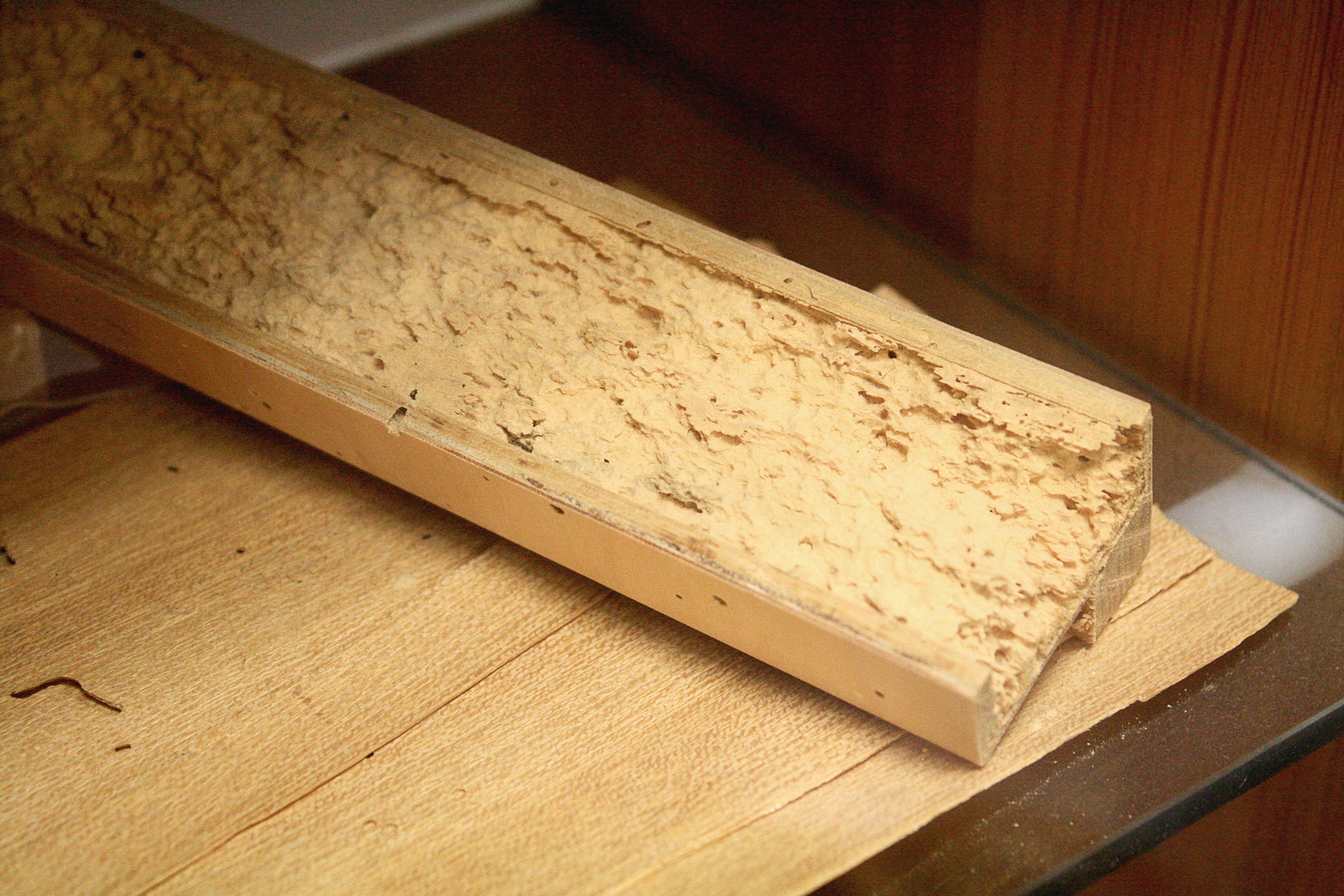
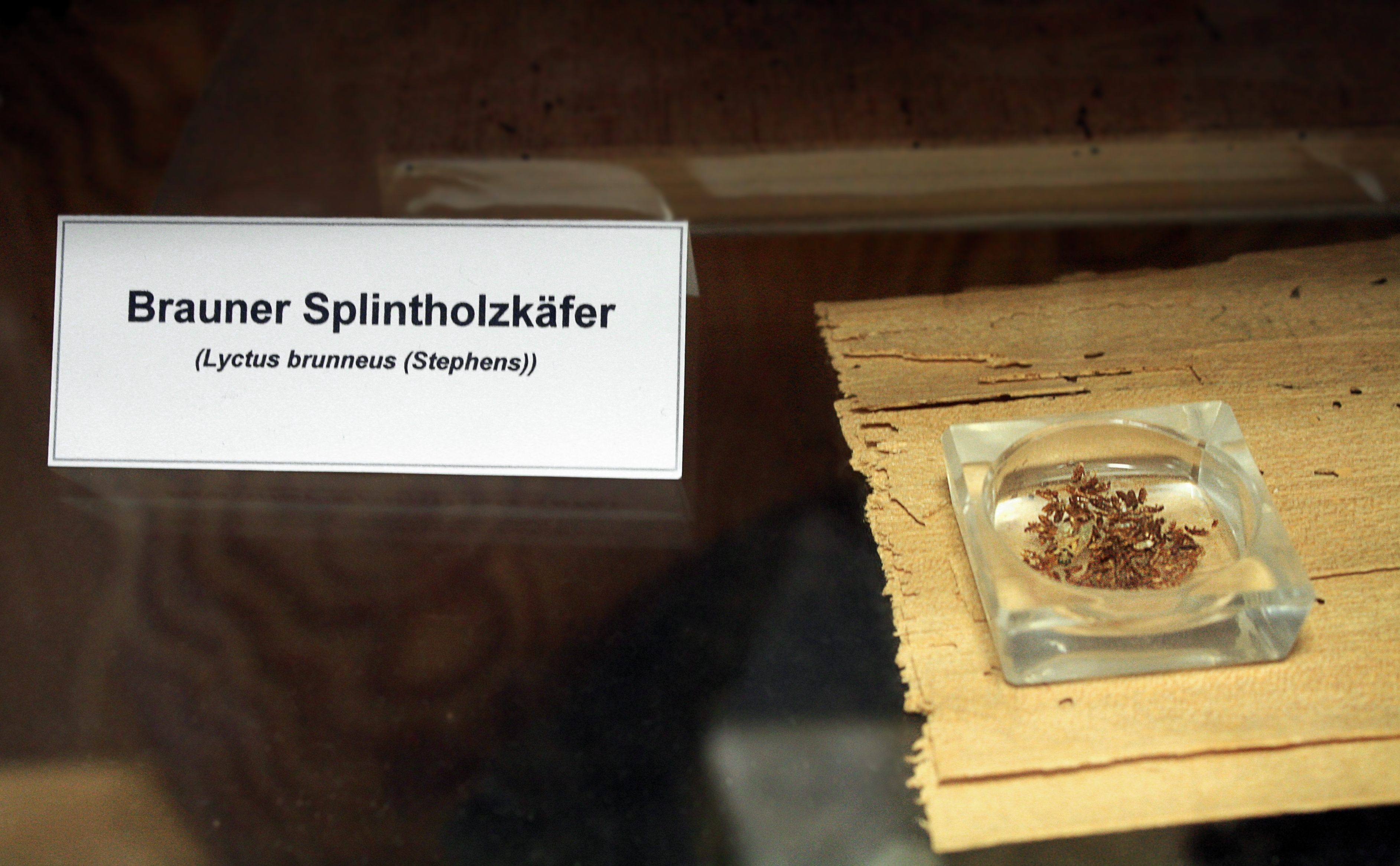